# SC Schaffhausen
El SC Schaffhausen o Schwimmclub Schaffhausen es un club acuático suizo en la ciudad de Schaffhausen.
Los principales deportes que se practican en el club son la natación y el waterpolo.

## Historia
El club de natación fue fundado el 26 de agosto de 1899. En 1942 se le unió el existente club desde 1911 Damenschwimmclub Schaffhausen. 

## Palmarés
- 2 veces campeón de la liga de Suiza de waterpolo masculino (2004 ,2005)